# Protohermes

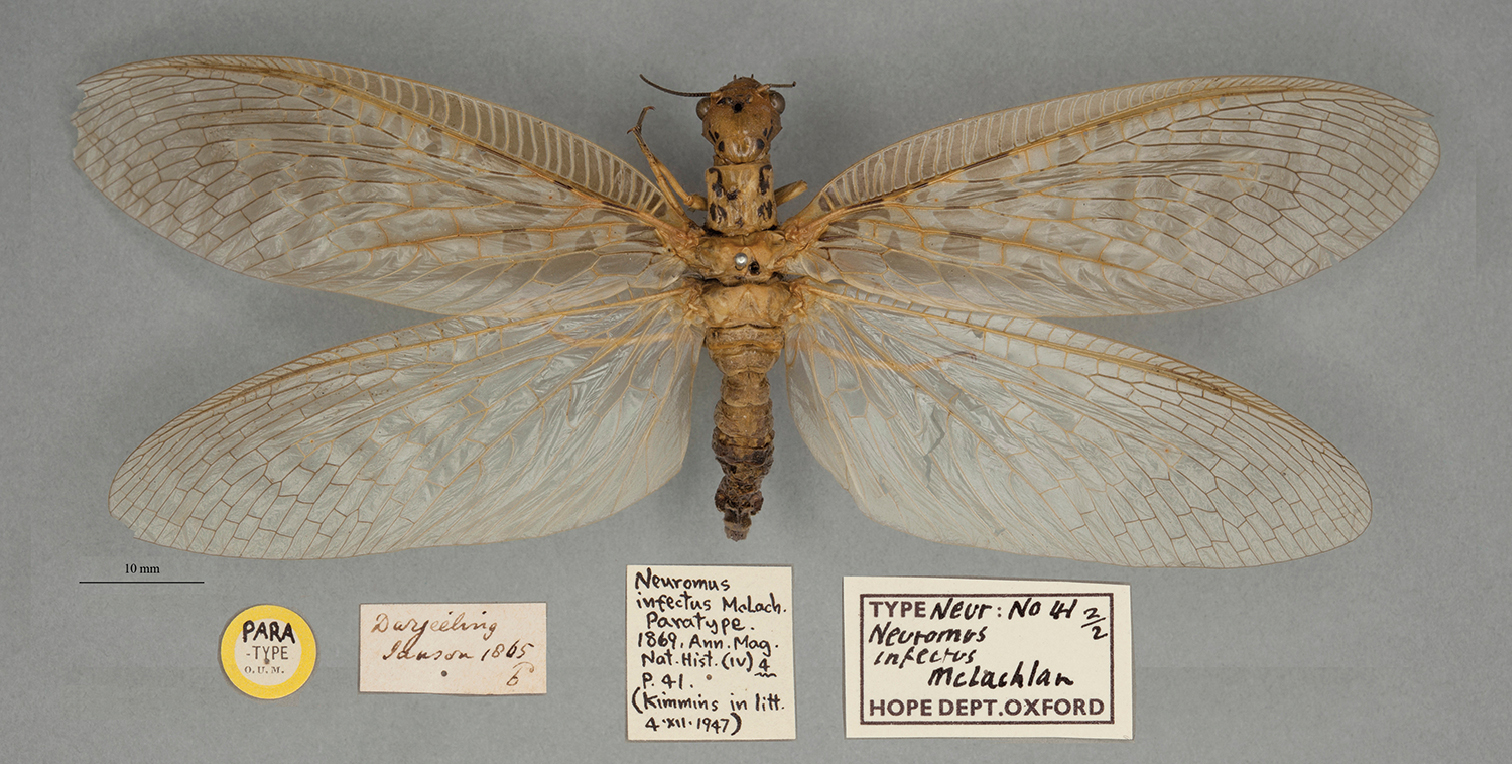
Самка Protohermes infectus

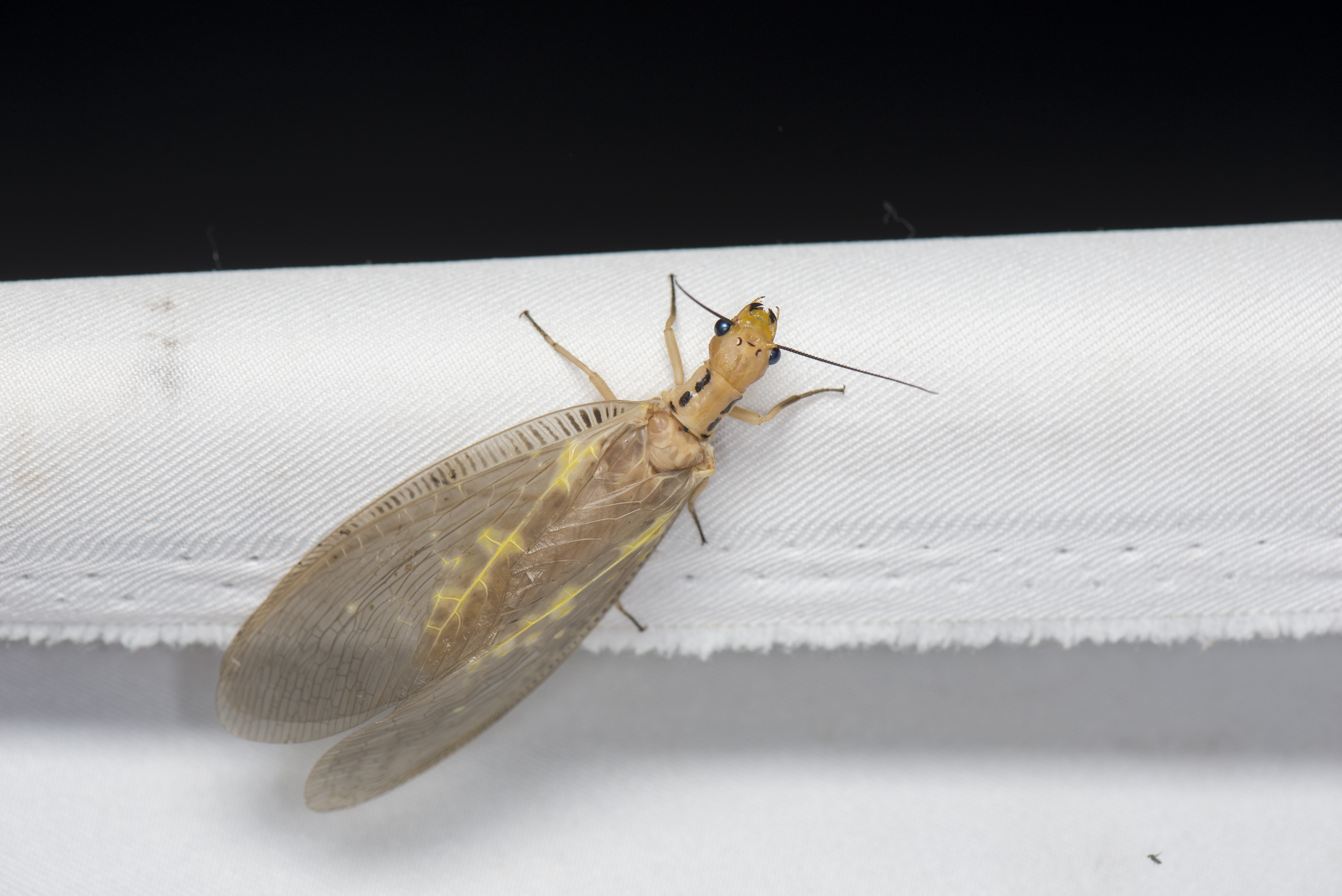
Protohermes costalis

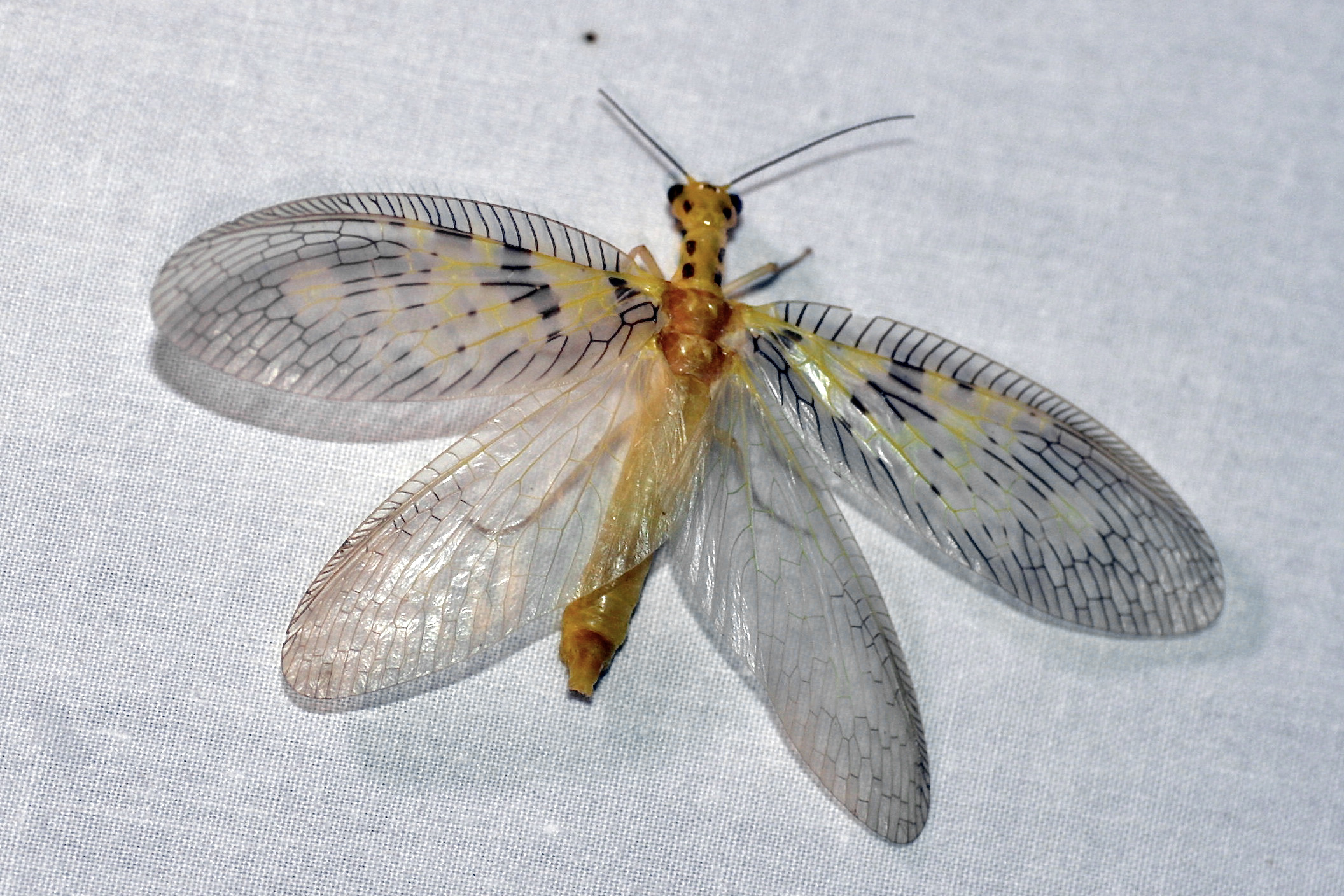
Protohermes dichrous

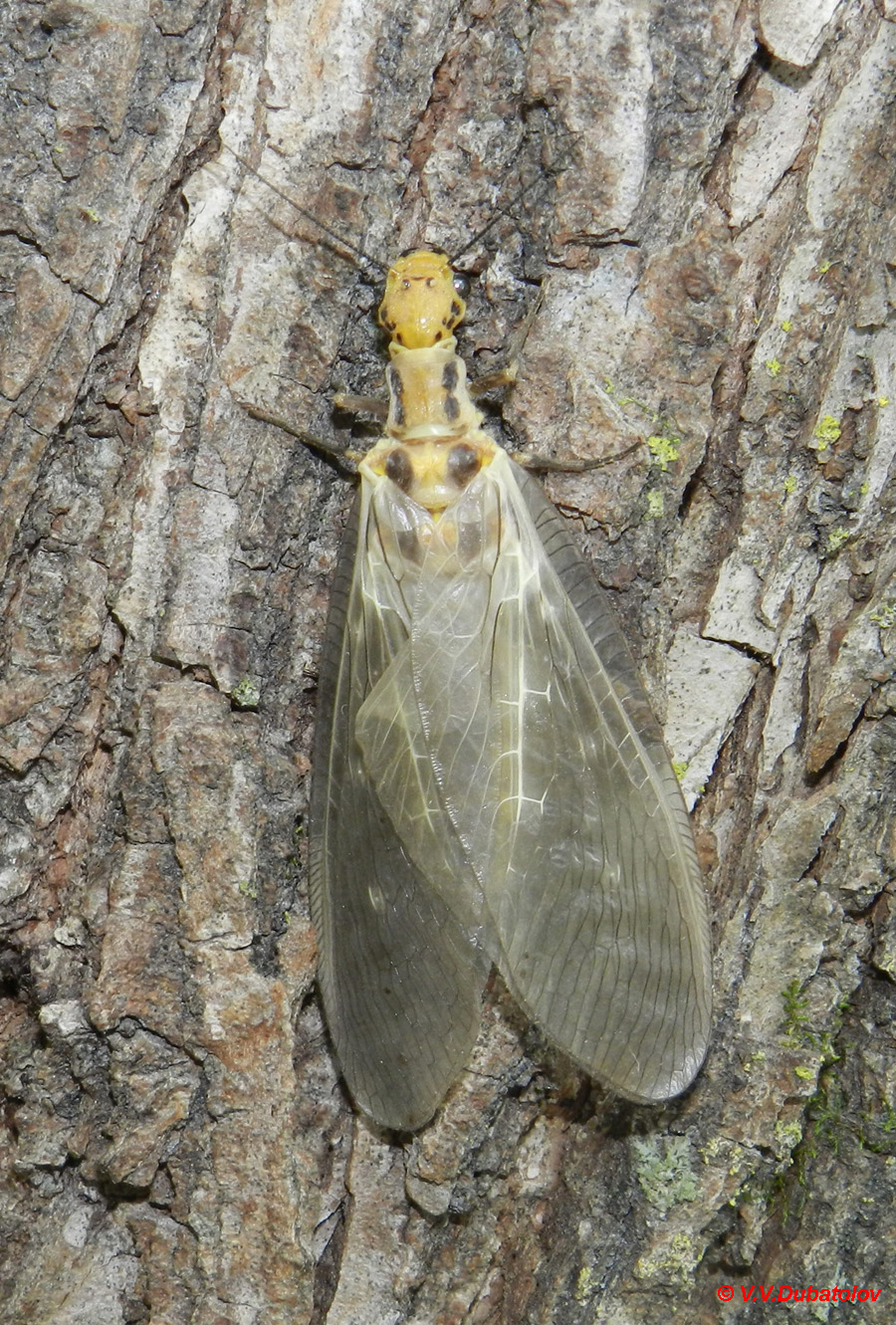
Самка Protohermes martynovae

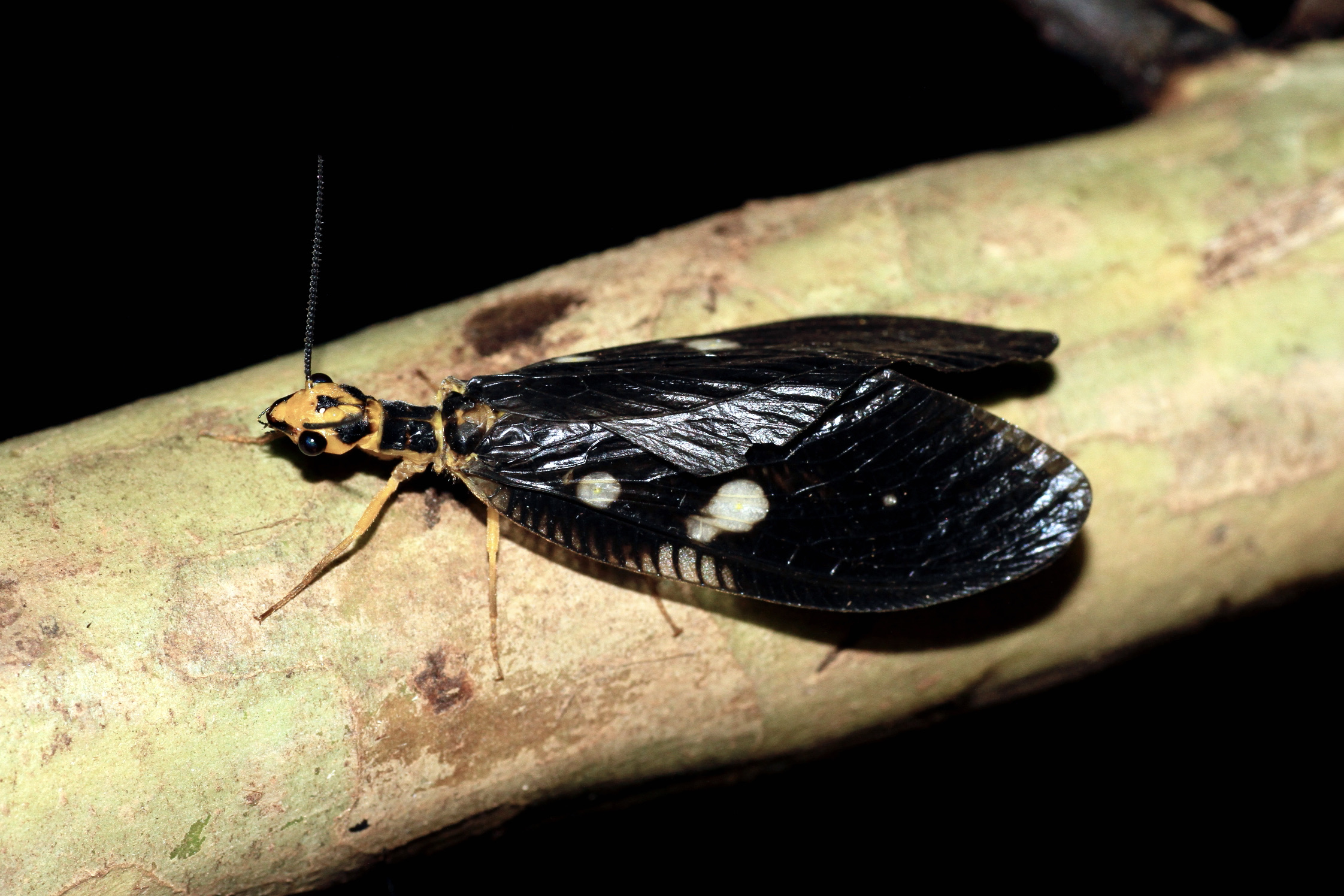
Самец Protohermes spectabilis

Protohermes (лат.) — род насекомых из подсемейства Corydalinae семейства коридалид отряда большекрылых. Наиболее многочисленный и широко распространенный род Megaloptera, но до 85 % видов ограничены небольшими эндемичными районами в Азии. Этот эндемизм может быть результатом связи с высокогорными и быстрыми горными ручьями в Северном Вьетнаме и Китае. В России встречается один вид — коридал Мартыновой (Protohermes martynovae Vshivkova, 1995), обитающий в Южном Приморье и на юге Хабаровского края.

## Описание
Взрослые Protohermes жёлтые с белыми пятнами на крыльях. Область гениталий самцов разнообразна в пределах рода и может быть полезна для идентификации на уровне видов, особенно по форме и размеру десятого тергита и подгенитальной пластинки на девятом стерните. Брачные дары Protohermes могут достигать 20 % от общей массы тела самца, и для восстановления перед повторным спариванием может потребоваться до 2 дней.
Размер и жизненный цикл личинок тесно связаны с наличием добычи разного размера. Карликовость возникает в популяциях на островах и полуостровах в результате меньшего количества видов крупной добычи, а созревание может происходить синхронно с добычей в местах с сезонной изменчивостью. Более крупные личинки не потребляют мелкую добычу, а активно атакуют крупную добычу из засады. Личинки проводят 90 % светлого времени суток без движения, но перемещаются ночью.

## Виды
Род содержит следующие виды:
- Группа видов Protohermes costalis[2]
  - Protohermes acutatus[1]
  - Protohermes costalis[1]
  - Protohermes basiflavus[1]
  - Protohermes disjunctus[1]
  - Protohermes lii[1]
  - Protohermes yunnanensis[1]
  - Protohermes arunachalensis[1]
  - Protohermes fujianensis[1]
  - Protohermes hunanensis[1]
  - Protohermes yangi[1]
  - Protohermes gutianensis[1]
  - Protohermes orientalis[1]
  - Protohermes similis[1]
  - Protohermes triangulatus[1]
  - Protohermes sinensis[1]
  - Protohermes basimaculatus[1]
  - Protohermes stigmosus[1]
  - Protohermes niger[1]
- Группа видов Protohermes changninganus[9]
  - Protohermes subnubilus[1]
  - Protohermes decemmaculatus[1]
  - Protohermes changninganus[1]
  - Protohermes albipennis[1]
  - Protohermes xingshanensis[1]
  - Protohermes tengchongensis
- Protohermes latus[1]
- Protohermes sublunatus[1]
- Protohermes davidi[1]
- Protohermes guangxiensis[1]
- Protohermes impunctatus[1]
- Protohermes sichuanensis[1]
- Protohermes motuoensis[1]
- Protohermes piaoacanus[1]
- Protohermes sonus[1]
- Protohermes zhuae[1]
- Protohermes decolor[1]
- Protohermes sabahensis[1]
- Protohermes fruhstorferi[1]
- Protohermes spectabilis[1]
- Protohermes immaculatus[1]
- Protohermes assamensis[1]
- Protohermes differentialis[1]
- Protohermes cavaleriei[1]
- Protohermes dimaculatus[1]
- Protohermes furcatus[1]
- Protohermes xanthodes[1]
- Protohermes infectus[1]
- Protohermes burmanus[1]
- Protohermes karubei[1]
- Protohermes chebalingensis[1]
- Protohermes congruens[1]
- Protohermes curvicornis[1]
- Protohermes dulongjiangensis[1]
- Protohermes flavinervus[1]
- Protohermes flinti[1]
- Protohermes goodgeri[1]
- Protohermes ohli[1]
- Protohermes tenellus[1]
- Protohermes owadai[1]
- Protohermes pennyi[1]
- Protohermes stangei[1]
- Protohermes subparcus[1]
- Protohermes tortuosus[1]
- Protohermes ishizukai[1]
- Protohermes sinuolatus[1]
- Protohermes hainanensis[1]
- Protohermes horni[1]
- Protohermes hubeiensis[1]
- Protohermes axillatus[1]
- Protohermes festivus[1]
- Protohermes montanus[1]
- Protohermes flavipennis[1]
- Protohermes bellulus[1]
- Protohermes cangyuanensis[1]
- Protohermes parcus[1]
- Protohermes striatulus[1]
- Protohermes concolorus[1]
- Protohermes uniformis[1]
- Protohermes vitalisi[1]
- Protohermes walkeri[1]
- Protohermes weelei[1]
- Protohermes grandis[1]
- Protohermes dichrous[1]
- Protohermes martynovae